# Ґарліно
Ґарліно (пол. Garlino) — село в Польщі, у гміні Шидлово Млавського повіту Мазовецького воєводства.
Населення — 332 особи (2011).
У 1975-1998 роках село належало до Цехановського воєводства.

## Демографія
Демографічна структура станом на 31 березня 2011 року:
|          | Загалом | Допрацездатний вік | Працездатний вік | Постпрацездатний вік |
| -------- | ------- | ------------------ | ---------------- | -------------------- |
| Чоловіки | 176     | 35                 | 114              | 27                   |
| Жінки    | 156     | 30                 | 74               | 52                   |
| Разом    | 332     | 65                 | 188              | 79                   |